# ASAP Gruppe
Als Entwicklungspartner der Automobilindustrie bietet die ASAP Gruppe, Tochtergesellschaft der HCL Technologies, Dienstleistungen mit Fokus auf E-Mobilität, Autonomes Fahren und Connectivity. Den Entwicklungsschwerpunkt legt ASAP mit seinen fünf Teilbereichen – Elektrik/Elektronik, Software, Consulting & Service, Erprobung und Fahrzeugentwicklung – auf die zukunftsorientierten Technologiefelder.

## Geschichte
Im Jahr 2007 wird die erste ASAP Engineering GmbH am Standort Neckarsulm gegründet – ein Unternehmen das vorrangig in produktionsnahen Dienstleistungen tätig ist. 2009 wird Michael Neisen Gesellschafter und übernimmt gemeinsam mit Gürsel Sen die Firmenleitung – es folgt die Neuausrichtung von ASAP.
Am 1. Januar 2010 startet die ASAP Gruppe als Zusammenschluss bereits am Markt bestehender und neu gegründeter Unternehmen. Im Jahr 2023 sind rund 1600 Mitarbeitende an neun Standorten für die Unternehmensgruppe tätig.
Seit dem 31. August 2023 ist die ASAP Gruppe eine Tochtergesellschaft der HCL Technologies.

## Produkte
- Elektrik/Elektronik: Systems Engineering, Test & Integration, Test Systems, Bordnetz

- Software: Serienentwicklung, Entwicklung neuer Automotive Prozesse, Software-in-the-Loop Systeme, virtuelle Integrationsplattformen, Modellbildung, Simulation

- Consulting & Service: Operationalisierung von Prozessen, Projekt- und Terminmanagement, Reporting, Qualitätsmanagement, Kommunikationsstrategie

- Erprobung: Komponentenversuch, Lebensdauererprobung, Funktionsabsicherung, Vermessung/Applikation

- Fahrzeugentwicklung: Product Lifecycle Management, Mechanical Engineering, Auf- und Umbau von Prototypen, Technikträgern und Vorserienfahrzeugen, Absicherung von Fahrassistenzsystemen[4][5]